# Walter Tresch
Walter Tresch (* 4. Mai 1948 in Bristen) ist ein ehemaliger Schweizer Skirennfahrer. Im Weltcup gewann er insgesamt eine Abfahrt und drei Kombinationen. 1976 wurde er Erster der (inoffiziellen) Gesamtwertung in der Kombination.

## Biografie
Bei den in die Olympischen Winterspiele 1972 in Sapporo integrierten Skiweltmeisterschaften gewann er Silber in der Kombinationswertung, was jedoch damals nicht als olympische Medaille zählte. Am 5. Dezember 1976 gewann er im Rahmen der sogenannten World Series of Skiing den nur für den Nationencup zählenden Parallelslalom in St. Moritz vor Ingemar Stenmark.
Tresch ist Inhaber einer Einzelfirma für den Handel mit Wein und Sportartikeln. Nach ihm ist eine Sportförderungsstiftung in Silenen benannt. Walter Tresch lebte 2024 in Lantsch/Lenz.

## Erfolge

### Olympische Spiele (auch WM)
- Sapporo 1972: 6. Abfahrt, 13. Slalom, 14. Riesenslalom
- Innsbruck 1976: 4. Slalom, 7. Abfahrt

### Weltmeisterschaften
- Sapporo 1972: 2. Kombination
- St. Moritz 1974: 5. Slalom

### Weltcupwertungen
Walter Tresch gewann einmal die Disziplinenwertung in der Kombination.
| Saison  | Gesamt | Gesamt | Abfahrt | Abfahrt | Riesenslalom | Riesenslalom | Slalom | Slalom | Kombination | Kombination |
| Saison  | Platz  | Punkte | Platz   | Punkte  | Platz        | Punkte       | Platz  | Punkte | Platz       | Punkte      |
| ------- | ------ | ------ | ------- | ------- | ------------ | ------------ | ------ | ------ | ----------- | ----------- |
| 1969/70 | 34.    | 14     | –       | –       | 23.          | 6            | 24.    | 8      | –           | –           |
| 1970/71 | 13.    | 52     | 5.      | 46      | –            | –            | 21.    | 6      | –           | –           |
| 1971/72 | 13.    | 49     | 12.     | 19      | 11.          | 26           | 20.    | 4      | –           | –           |
| 1972/73 | 14.    | 64     | –       | –       | 23.          | 5            | 4.     | 57     | –           | –           |
| 1973/74 | 20.    | 29     | –       | –       | 13.          | 10           | 12.    | 19     | –           | –           |
| 1974/75 | 14.    | 50     | 18.     | 6       | –            | –            | 17.    | 3      | –           | –           |
| 1975/76 | 5.     | 98     | 18.     | 10      | 14.          | 6            | 10.    | 17     | 1.          | 65          |
| 1976/77 | 13.    | 89     | 17.     | 15      | –            | –            | 8.     | 34     | –           | –           |

### Weltcupsiege
Tresch errang insgesamt 14 Podestplätze, davon 4 Siege. Seinen ersten Sieg feierte er überraschend bei der Abfahrt in St. Moritz 1971 mit der hohen Nummer 39, wobei er von einer schnelleren Piste durch die höheren Temperaturen profitierte. Die Fotografen hatten den Sieg seines bis dahin führenden Landsmannes Bernhard Russi schon für ausgemacht gehalten und waren bereits zur Übermittlung ihrer Bilder an die Redaktionen abgereist; sie erfuhren von der Änderung aus dem Autoradio und kehrten um. Für sie stieg Walter Tresch nochmals die Piste hoch, um ein zweites Mal über den Zielsprung zu fahren.
| Datum           | Ort                    | Staat       | Disziplin   |
| --------------- | ---------------------- | ----------- | ----------- |
| 16. Januar 1971 | St. Moritz             | Schweiz     | Abfahrt     |
| 9. Januar 1976  | Garmisch-Partenkirchen | Deutschland | Kombination |
| 25. Januar 1976 | Kitzbühel              | Österreich  | Kombination |
| 23. Januar 1977 | Wengen                 | Schweiz     | Kombination |